# Polona Frelih (namizna tenisačica)
Polona Frelih, slovenska namiznoteniška igralka, * 3. september 1970, Ljubljana.
Frelihova je za Slovenijo nastopila na poletnih olimpijskih igrah 1992 v Barceloni, kjer je bila v predtekmovanju tretja v skupini C, kar je pomenilo skupno 33. mesto.